# Twoth
Twoth（とぅーす 、本名：スダシンイチ）は日本のサウンドデザイナー・音楽プロデューサー・作曲家。

## 経歴
Twoth（スダシンイチ）は、東京都出身の音楽家及びデザインディレクターである。彼は2012年にアヌシー国際アニメーション映画祭で日本人初の音楽賞を受賞し、以降も国内外で高い評価を受けている。2015年からは武蔵野美術大学において空間演出デザインの特別講師を務め、教育分野にも貢献している。GoogleのTV-CMやSONYの『toio』での音場研究開発をはじめ、NHKの子ども向け番組『オトッペ』の音楽を担当するなど、その活動は多岐に渡る。また、ISSEY MIYAKE PARIS COLLECTION 2021SSの楽曲制作を手掛けるなど、ファッション界とのコラボレーションも積極的に行っている。2023年にはGoogle AR & VR AR / BEST of Entertainment & Eventsで最優秀賞を受賞している。

## 受賞歴
- 短編
  - 『MODERN No.2』（2011年）　ヴェネチア映画祭2011（イタリア）・ノミネート／アヌシー国際アニメーション映画祭2012（フランス）・SACEM賞（最優秀映像音楽賞）の音楽を担当。
  - 『TATAMP』（2011年）　シュトゥットガルト国際アニメーション映画祭2011（ドイツ）・ノミネートの音楽を担当。
  - 『茫漠時代-AGE OF OBSCURE-』（2016年）広島国際アニメーションフェスティバル2016・ノミネートの音楽を担当。
  - アニメ『OTOPPE! Soundlings』（2017年） [[第44回日本賞幼児向けカテゴリー]]2017（日本）・優秀賞2位の劇伴音楽を担当。
  - 『THE DAWN OF APE』（2019年） アヌシー国際アニメーション映画祭2019（フランス）・ノミネートの音楽を担当。
  - アニメ『オトッペ』（2020年） ACC TOKYO CREATIVITY AWARDS2020（日本）・クリエイティブイノベーション部門銀賞、ブランデッド・コミュニケーション部門銅賞の劇伴音楽を担当。
  - 「ISSEY MIYAKE SS2021 “UNPACK THE COMPACT”」が、iFデザインアワード2022（ドイツ）Film / Video,CommunicationカテゴリーにてGOLDを受賞、音楽を担当。（2022年）
  - Google AR & VRのAR / BEST of Entertainment & Eventsで最優秀賞。（2023年）

## ディスコグラフィ

### アルバム
- CD『idly chips』（powershovel audio, 2006年）
- LP『Captured Mime』（powershovel audio, 2015年）
- CD『TRIPS & BIBLIOMANIA meets Twoth』（2.5D PRODUCTION, 2016年）
- CD『MIMIC BEATS』（Idly Chip Records, 2020年）
- DIGITAL DISTRIBUTION
  - 『The Songs of Blue Spread』 (Music and Public Good Nature. 2021年)
  - 『オトッペのBGMッペ1 (NHK Eテレ『オトッペ』)』 (Music and Public Good Nature. 2021年)
  - 『オトッペのBGMッペ2 (NHK Eテレ『オトッペ』)』 (Music and Public Good Nature. 2021年)
- CASSETTE TAPE + DIGITAL DISTRIBUTION 『PLAYBACK THE COMPACT』 (Music and Public Good Nature. 2022年)

### コンピレーション
- CD『Freddie Hubbard / Vision Redescription of his story 1970-1974』（KING RECORDS, 2006年）
- CD『Merry Chistmas. Mr.Powershovel / V.A』（powershovel audio, 2006年）
- CD『Takehisa Ken & The Spectacrews / Yia Sas 』（powershovel audio, 2006年）
- CD『Lost Films vol.1 / V.A』（powershovel audio, 2008年）
- CD『GINJIN ZOO / V.A』（GINJIN RECORD, 2008年）
- CD『環ROY×LOW HIGH WHO? / Fighting!!EP』（LOW HIGH WHO? PRODUCTION, 2009年）
- DIGITAL DISTRIBUTION 『I hear a new mountain』 (GORGE.IN. 2023年)

### DVD
- DVD『TRIPS & BIBLIOMANIA meets Twoth』（2.5D PRODUCTION, 2016年）

## インスタレーション

### 音響演出・ディレクション
- 『3 short animations_80min_Director: Junpei Fujita』（2009年/目黒区美術館 区民ギャラリー）
- 『島本と田辺と佐藤』（2010年/Central East Tokyo CET10）
- 『TOKYO ANIMA!-BOOT UP-30人の現代アニメーション作家たち』（2010年/国立新美術館）
- 『TOKYO ANIMA!』（2011年/国立新美術館）
- 『TOKYO ANIMA!-春-』（2012年/国立新美術館）
- 『TOKYO ANIMA!-NEURON COCKTAIL-』（2012年/国立新美術館）
- 『FRAMED*水江未来 “TATAMP EXTENSION”』 2012（2012年/FRAMED*表参道）
- 『La La La by YEAH RIGHT!!』（2012年/YEAH RIGHT!!中目黒アトリエ一体型ショップ）
- 『YEAH RIGHT!! r e m a k e』（2012年/PASS THE BATON OMOTESANDO）
- 『YEAH RIGHT!! here and there AUTUMN／WINTER 東京コレクション』（2013年/渋谷ヒカリエ）
- 『TOKYO ANIMA!-脱走する、発想-』（2013年/国立新美術館）
- 『Bibliomania』（2013年/SonarSound Tokyo）
- 『TOKYO ANIMA!-鼓動するピクセル-』（2014年/国立新美術館）
- 『TOKYO ANIMA!』（2015年/国立新美術館）
- 『TOKYO ANIMA!-NEURON COCKTAIL-』（2016年/国立新美術館）
- 『松村光 GETA RUNNER-走れる下駄- PRODUCT MOVIE』（2016年/伊藤忠・ifs未来研究所）
- 『TOKYO ANIMA!-おと〜きょ〜あにま!-音はふしぎの入り口だ。』（2017年/国立新美術館）
- 『TOKYO ANIMA!』（2018年/国立新美術館）
- 『TOKYO ANIMA!』（2019年/国立新美術館）
- 『KIRIN体験型エキシビション「カンパイ展 2019 -Wish You Good Luck!-」』（2019年/横浜赤レンガ倉庫）
- 『京都府アートフェスティバル「ALTERNATIVE KYOTO 《Double Horizon》 / 齋藤達也」』（2020年/京都府天橋立 元伊勢籠神社）
- 『KURA展-UNPACK THE COMPACT-』（2021年/ISSEY MIYAKE KYOTO）
- 『-UNPACK THE COMPACT-』（2021年/ISSEY MIYAKE GINZA）
- 『 CREATION SPACE「OPEN UP - ひらく - 』 （2022年/ISSEY MIYAKE SEMBA）
- 『 KURA展 -TRIANGLE DYE- 』（2022年/ISSEY MIYAKE KYOTO KURA）
- 『 TWOTH「PLAYBACK THE COMPACT」リリースパーティー 』（2022年/黒鳥福祉センター）
- 『 耳から植物倫理：WORKSIGHTオーディオエキスペリメント』（2022年/ WORKSIGHT＋黒鳥社＋REN）
- 『森永泰弘 / Exploring Gong Culture of Southeast Asia』リスニングパーティ&トーク（2022年/黒鳥社）
- 『ポーラ×「音」のプロフェッショナル / WORKSHOP 』POLA ＜+Design Project＞（2023年）
- 『音味 NEAJI』エディション型サウンドリトリート（2024年/Dowel）
- 『Honest Jon’sを聴く会』（2025年/黒鳥福祉センター + PEOPLEAP）
- 『春のにおひ。春のおと。』TOKYO CREATIVE SALON 2025 GINZA （2025年/銀座三越 本館）

## 映画音楽
- TATAMP （2011年/水江未来監督作品）
- MODERN No.2 （2011年/水江未来監督作品）
- 茫漠時代-AGE OF OBSCURE- （2011年/水江未来・小野ハナ 共同監督作品）
- THE DAWN OF APE （2019年/水江未来監督作品）

## 作曲、サウンドデザイン、サウンドプロデュース
- 日本ユニセフ協会・J-WAVE共同企画『Rosokun』（2009年）
- 博報堂『CREATIVE ALCHEMY』（2013年）
- 博報堂大学『HAKUHODO UNIV. 福岡伸一の講義』（2013年）
- 国立研究開発法人 理化学研究所『 "SACLA（サクラ）"『スペシャルムービー』（2013年）
- Google『Nexus 7: 10 Puzzle』（2013年）
- 愉快なおめん遊びアプリ『WA!SK』（2014年）
- UHA味覚糖 『HAPPYDATES TVCM』 （2014年）
- 電通『心の緊張を緩和するスマートフォン向けアプリ「Pace Sync」』（2015年）
- SONY 『toio™ COLLECTION』（2017年）
- Amazon Alexa『オトッペの音遊び』（2018年）
- 知育アプリ『オトッペピアノ』（2018年）
- ISSEY MIYAKE『ISSEY MIYAKE EYES BONE SERIES Ⅵ』（2019年）
- ISSEY MIYAKE『ISSEY MIYAKE EYES BONE SERIES Ⅶ』（2019年）
- SONY 『toio™ Concept Movie』（2019年）
- SONY 『toio™ COLLECTION Extension Pack" Trailer』（2019年）
- SONY 『toio™ Technology Introduction Movie』（2019年）
- ISSEY MIYAKE『HOMME PLISSÉ ISSEY MIYAKE SPRING SUMMER 2020』（2020年）
- ISSEY MIYAKE [PARIS FASHION WEEK WOMENSWEAR『UNPACK THE COMPACT』]（2020年/林響太郎・岡崎智弘 共同監督作品）
- 東京工芸大学『作ってみたい、の先へ』（2021年/久保雄太郎・米谷聡美 共同監督作品）
- M. B. Goffstein『ACROSS THE SEA』（2021年）
- M. B. Goffstein『Brookie and Her Lamb Movie』（2021年）
- SHISEIDO 『EFFECTIM Brand Design Story Movie』（2021年）
- ISSEY MIYAKE『im MEN AUTUMN WINTER 2021/22:"COMPACT SHIRT"』 （2021年）
- 博報堂『Hakuhodo Consulting Introduction MOVIE』 （2021年）
- ISSEY MIYAKE BAOBAO『Seasonal movie for BAO BAO ISSEY MIYAKE Spring 2022』 （2022年）
- ISSEY MIYAKE BAOBAO『Seasonal movie for BAO BAO ISSEY MIYAKE Summer 2022』 （2022年）
- 132 5. ISSEY MIYAKE『ISSEY MIYAKE KYOTO KURA展「TRIANGLE DYE」』 （2022年）
- Visional『“Blend the DESIGN”  Concept Movie』水井翔監督（2022年）
- RECRUIT『高校生RING サウンドロゴ』（2022年）
- 132 5. ISSEY MIYAKE『LIGHT TRAILS』川島真美監督（2023年）
- JAA 日本アニメーション協会『イントゥ・アニメーション８ OP MV @国立新美術館』水江未来監督 （2023年）
- 水木しげる生誕100周年記念 トリビュートアート展『「鬼太郎EXPO」海坊主 短編アニメーション』水江未来監督（2023年）
- Google AR & VR『World Ensemble』developed with Creative Technologist Koki Ibukuro（2023年）
- 132 5. ISSEY MIYAKE『LIGHT TRAILS』（2024年）
- 132 5. ISSEY MIYAKE『NO.1 JAQUARD』（2024年）
- 132 5. ISSEY MIYAKE『CIRCULAR TILES』（2024年）
- D&AD Awards 2023_コンセプトムービー @アドミュージアム東京（2024年）
- KOSE DECORTÉ_『プランピング リップセラム・コンセプトムービー』（2024年）
- バンダイナムコエンターテインメント『みみチャンネル』BGM・SE（2024年）
- 東京工芸大学『作ってみたい、の先へ』CM（2024年/久保雄太郎・米谷聡美 共同監督作品）
- 132 5. ISSEY MIYAKE『UNIFIED HALF CUBES』（2025年）
- TOKYO CREATIVE SALON 2025 GINZA 『春のにおひ。春のおと。』（2025年/銀座三越本館）

## マスタリング
- Sabu Toyozumi Unit "Cosmos Has Spirit / Phase One 「1976」" (Kaitai Y/T-CD-002) （2022年）
- Takashi Hishigaki / time (self released)（2022年）